# 増原剛輝
増原剛輝（ますはら こうき）は日本の財務官僚。米州開発銀行（IADB）シニアアドバイザー。

## 来歴
麻布高等学校から東京大学文科二類に入学。東京大学経済学部卒業、東京大学大学院経済学研究科現代経済学専攻修士課程修了。2003年 財務省入省（大臣官房文書課）。審査担当。
2008年9月から2010年5月までニューヨーク大学スターン経営大学院へ留学（MBA修得）。
2015年7月 主計局主計官補佐（国土交通第五係主査）。インフラ予算に携わり、都市政策や住宅政策に関する予算を担当した。
2017年7月 大臣官房秘書課長補佐（副大臣秘書官）。2018年7月17日 金融庁企画市場局総務課長補佐兼金融庁企画市場局総務課信用法制企画調整官。
2022年7月1日 米州開発銀行（IADB）シニアアドバイザー。

## 略歴
- 2003年4月：財務省入省（大臣官房文書課）。
- 2005年：札幌国税局調査査察部。
- 2006年7月：金融庁総務企画局市場課。
- 2008年9月：ニューヨーク大学スターン経営大学院へ留学。
- 2010年6月：大臣官房総合政策課長補佐（企画）[5]。
- 2011年：大臣官房総合政策課長補佐（政策調整）[6]。
- 2013年7月：国際通貨基金（IMF）理事補。
- 2015年7月：主計局主計官補佐（国土交通第五係主査）（インフラ担当）。
- 2016年7月：国際局開発政策課長補佐 兼 国際局開発政策課開発政策調整室長。
- 2017年7月 ：大臣官房秘書課長補佐（副大臣秘書官）[3]。
- 2018年7月17日：金融庁企画市場局総務課長補佐 兼 金融庁企画市場局総務課信用法制企画調整官。
- 2021年7月8日：国際局為替市場課長補佐 兼 国際局為替市場課資金管理室長。
- 2022年7月1日：米州開発銀行（IADB）シニアアドバイザー。

## 著書

### 共著
- （大村敬一他）『金融規制のグランドデザイン ー 次の「危機」の前に学ぶべきこと』（中央経済社、2011年3月）